# Batallón de Propósito Especial Separado (Ucrania)
El Batallón de Propósito Especial Separado del Ministerio de Defensa de la República Chechena de Ichkeria es una formación militar de voluntarios chechenos, que funciona como parte de la Legión Internacional de Defensa Territorial de Ucrania. Fue creado por Ajmed Zakáyev el 29 de julio de 2022, sobre la base de una formación chechena que ha estado luchando del lado de las Fuerzas Armadas de Ucrania desde la invasión a gran escala de Ucrania por parte de Rusia.

## Historia
El 29 de julio de 2022, en una reunión con los líderes de los voluntarios chechenos en Kiev, Ajmed Zakáyev, anunció la creación de una nueva formación armada chechena del lado de las Fuerzas Armadas de Ucrania.
Esta formación fue nombrada OBON (Batallón Separado de Propósitos Especiales) e incluida en la Legión Internacional de Defensa Territorial de Ucrania. Según el propio Zakáyev, a medida que el batallón crezca, se transformará en una «Brigada Separada de Propósitos Especiales» como parte de la Legión Internacional.
La unidad está subordinada al Ministerio de Defensa del gobierno de la República Chechena de Ichkeria en el exilio, encabezada por Ajmed Zakáyev. Incluye combatientes de entre los representantes de la nacionalidad chechena que sirven en el ejército ucraniano, así como voluntarios de la diáspora chechena en Europa y en el extranjero.
El oficial del ejército ucraniano Khadzhi-Murat Zumsoevsky, quien sirvió durante varios años en las filas de las fuerzas armadas de Ucrania, fue nombrado comandante del batallón. Su adjunto es Khavazhi Amaev, participante en la segunda guerra chechena y en la guerra civil siria.

## Participación en la guerra ruso-ucraniana
A principios de agosto, el batallón participó en las batallas en la óblast de Donetsk en Ucrania. En agosto-septiembre de 2022, el batallón participa en la contraofensiva ucraniana de las regiones del sur.

## Comandantes
- Rustam Azhiev – comandante de las Fuerzas Armadas de la República Chechena de Ichkeria en Ucrania.[9]

- Hadji-Murad Zumso - Comandante de batallón.[2]
- Khavazhi Amaev - Subcomandante de batallón.[6]
- Hussein Dzhambetov - Comandante de un grupo en el batallón.[3]
- Muslim Sadaev - Capitán de las Fuerzas Armadas Chechenas remanentes.[6]